# TJ Podlužan Prušánky
TJ Podlužan Prušánky (celým názvem: Tělovýchovná jednota Podlužan Prušánky) je český fotbalový klub, který sídlí v Prušánkách v Jihomoravském kraji. Založen byl roku 1934. V sezoně 1994/95 klub zvítězil v Moravsko-Slezské Divizi D, čímž postoupil do třetí nejvyšší soutěže, Moravsko-Slezské fotbalové ligy 1995/96. Nedlouho po začátku soutěže byl klub ze soutěže vyloučen a po dalším odhlášení soutěže v sezoně 1996/97 činnost obnovil až v roce 2000 přihlášením do nejnižší, IV. (základní) třídy Hodonínska. Od sezóny 2004/05 do sezóny 2017/18 působil v Okresní soutěži Hodonínska – sk. A (9. nejvyšší soutěž). Od roku 2018 je A-mužstvo opět neaktivní.

## Vývoj názvu
Zdroj: 
- 1934 – SK Prušánky (Sportovní klub Prušánky)
- 1948 – Sokol Prušánky
- 1952 – TJ Sokol JZD Prušánky (Tělovýchovná jednota Sokol Jednotné zemědělské družstvo Prušánky)
- 1959 – TJ Sokol Prušánky (Tělovýchovná jednota Sokol Prušánky)
- 1972 – TJ Podlužan Prušánky (Tělovýchovná jednota Podlužan Prušánky)
- 1993 – FK VTJ PARES Prušánky (Fotbalový klub Vojenská tělovýchovná jednota PARES Prušánky)
- 2000 – TJ Podlužan Prušánky (Tělovýchovná jednota Podlužan Prušánky)

## Umístění v jednotlivých sezonách
Stručný přehled
Zdroj: 
- 1945–1946: III. třída BZMŽF – VII. okrsek, oddělení A
- 1969–1971: I. B třída Jihomoravské župy
- 1993–1994: Středomoravský župní přebor
- 1994–1995: Divize D
- 1995–1996: Moravskoslezská fotbalová liga
- 1996–1997: I. A třída Středomoravské župy – sk. B
- 2004–2018: Okresní soutěž Hodonínska – sk. A

Jednotlivé ročníky
Zdroj: 
Legenda: Z – zápasy, V – výhry, R – remízy, P – porážky, VG – vstřelené góly, OG – obdržené góly, +/− – rozdíl skóre, B – body, červené podbarvení – sestup, zelené podbarvení – postup, fialové podbarvení – reorganizace, změna skupiny či soutěže
| Československo (1945 – 1993) |                                            |        |                                                             |                                                             |                                                             |                                                             |                                                             |                                                             |                                                             |                                                             |                                                             |
| Sezóny                       | Liga                                       | Úroveň | Z                                                           | V                                                           | R                                                           | P                                                           | VG                                                          | OG                                                          | +/−                                                         | B                                                           | Pozice                                                      |
| 1945/46                      | III. třída BZMŽF – VII. okrsek, oddělení A | 6      | 16                                                          | 5                                                           | 0                                                           | 11                                                          | 28                                                          | 49                                                          | −21                                                         | 10                                                          | 8.                                                          |
| ...                          |                                            |        |                                                             |                                                             |                                                             |                                                             |                                                             |                                                             |                                                             |                                                             |                                                             |
| 1969/70                      | I. B třída Jihomoravské župy               | 7      | 26                                                          | 11                                                          | 2                                                           | 13                                                          | 42                                                          | 51                                                          | −9                                                          | 24                                                          | 9.                                                          |
| 1970/71                      | I. B třída Jihomoravské župy               | 7      | 26                                                          | 5                                                           | 4                                                           | 17                                                          | 37                                                          | 59                                                          | −22                                                         | 14                                                          | 14.                                                         |
| ...                          |                                            |        |                                                             |                                                             |                                                             |                                                             |                                                             |                                                             |                                                             |                                                             |                                                             |
| Česko (1993 – 2018)          |                                            |        |                                                             |                                                             |                                                             |                                                             |                                                             |                                                             |                                                             |                                                             |                                                             |
| Sezóny                       | Liga                                       | Úroveň | Z                                                           | V                                                           | R                                                           | P                                                           | VG                                                          | OG                                                          | +/−                                                         | B                                                           | Pozice                                                      |
| 1993/94                      | Středomoravský župní přebor                | 5      | 30                                                          | 21                                                          | 4                                                           | 5                                                           | 87                                                          | 25                                                          | +62                                                         | 46                                                          | 2.                                                          |
| 1994/95                      | Divize D                                   | 4      | 30                                                          | 25                                                          | 4                                                           | 1                                                           | 87                                                          | 22                                                          | +65                                                         | 79                                                          | 1.                                                          |
| 1995/96                      | Moravskoslezská fotbalová liga             | 3      | Klub se odhlásil v průběhu sezóny, výsledky byly anulovány. | Klub se odhlásil v průběhu sezóny, výsledky byly anulovány. | Klub se odhlásil v průběhu sezóny, výsledky byly anulovány. | Klub se odhlásil v průběhu sezóny, výsledky byly anulovány. | Klub se odhlásil v průběhu sezóny, výsledky byly anulovány. | Klub se odhlásil v průběhu sezóny, výsledky byly anulovány. | Klub se odhlásil v průběhu sezóny, výsledky byly anulovány. | Klub se odhlásil v průběhu sezóny, výsledky byly anulovány. | Klub se odhlásil v průběhu sezóny, výsledky byly anulovány. |
| 1996/97                      | I. A třída Středomoravské župy – sk. B     | 6      | Klub ze soutěže odstoupil.                                  | Klub ze soutěže odstoupil.                                  | Klub ze soutěže odstoupil.                                  | Klub ze soutěže odstoupil.                                  | Klub ze soutěže odstoupil.                                  | Klub ze soutěže odstoupil.                                  | Klub ze soutěže odstoupil.                                  | Klub ze soutěže odstoupil.                                  | Klub ze soutěže odstoupil.                                  |
| ...                          |                                            |        |                                                             |                                                             |                                                             |                                                             |                                                             |                                                             |                                                             |                                                             |                                                             |
| 2004/05                      | Okresní soutěž Hodonínska – sk. A          | 9      | 26                                                          | 14                                                          | 4                                                           | 8                                                           | 42                                                          | 33                                                          | +9                                                          | 46                                                          | 5.                                                          |
| 2005/06                      | Okresní soutěž Hodonínska – sk. A          | 9      | 26                                                          | 12                                                          | 6                                                           | 8                                                           | 45                                                          | 44                                                          | +1                                                          | 42                                                          | 3.                                                          |
| 2006/07                      | Okresní soutěž Hodonínska – sk. A          | 9      | 26                                                          | 13                                                          | 4                                                           | 9                                                           | 54                                                          | 32                                                          | +22                                                         | 43                                                          | 4.                                                          |
| 2007/08                      | Okresní soutěž Hodonínska – sk. A          | 9      | 26                                                          | 8                                                           | 3                                                           | 15                                                          | 31                                                          | 43                                                          | -12                                                         | 27                                                          | 11.                                                         |
| 2008/09                      | Okresní soutěž Hodonínska – sk. A          | 9      | 26                                                          | 14                                                          | 3                                                           | 9                                                           | 52                                                          | 35                                                          | +17                                                         | 45                                                          | 4.                                                          |
| 2009/10                      | Okresní soutěž Hodonínska – sk. A          | 9      | 26                                                          | 9                                                           | 5                                                           | 12                                                          | 45                                                          | 48                                                          | -3                                                          | 32                                                          | 7.                                                          |
| 2010/11                      | Okresní soutěž Hodonínska – sk. A          | 9      | 26                                                          | 12                                                          | 8                                                           | 6                                                           | 52                                                          | 37                                                          | +15                                                         | 44                                                          | 4.                                                          |
| 2011/12                      | Okresní soutěž Hodonínska – sk. A          | 9      | 26                                                          | 10                                                          | 5                                                           | 11                                                          | 46                                                          | 41                                                          | +5                                                          | 35                                                          | 9.                                                          |
| 2012/13                      | Okresní soutěž Hodonínska – sk. A          | 9      | 26                                                          | 8                                                           | 6                                                           | 12                                                          | 45                                                          | 60                                                          | -15                                                         | 30                                                          | 11.                                                         |
| 2013/14                      | Okresní soutěž Hodonínska – sk. A          | 9      | 26                                                          | 9                                                           | 1                                                           | 16                                                          | 56                                                          | 77                                                          | -21                                                         | 28                                                          | 11.                                                         |
| 2014/15                      | Okresní soutěž Hodonínska – sk. A          | 9      | 24                                                          | 9                                                           | 3                                                           | 12                                                          | 46                                                          | 50                                                          | -4                                                          | 30                                                          | 8.                                                          |
| 2015/16                      | Okresní soutěž Hodonínska – sk. A          | 9      | 26                                                          | 12                                                          | 4                                                           | 10                                                          | 61                                                          | 44                                                          | +17                                                         | 40                                                          | 5.                                                          |
| 2016/17                      | Okresní soutěž Hodonínska – sk. A          | 9      | 22                                                          | 14                                                          | 3                                                           | 5                                                           | 80                                                          | 40                                                          | +40                                                         | 45                                                          | 2.                                                          |
| 2017/18                      | Okresní soutěž Hodonínska – sk. A          | 9      | 22                                                          | 4                                                           | 4                                                           | 14                                                          | 32                                                          | 64                                                          | -32                                                         | 16                                                          | 12.                                                         |

Poznámky:
- 1993/94: Prušánečtí soutěž koupili od mužstva VTJ Sigma Hodonín „B“.